# Championnats d'Océanie de cyclisme sur piste 2018
Navigation
Championnats d'Océanie 2017 Championnats d'Océanie 2019
Les Championnats d'Océanie de cyclisme sur piste 2018 (officiellement 2019 Oceania Track Championships) se déroulent du 10 au 13 octobre 2018 à Adelaide en Australie.
Les 10 épreuves olympiques (vitesse, vitesse par équipes, keirin, poursuite par équipes et omnium pour les hommes et les femmes) et des épreuves non-olympiques ont lieu dans le cadre de ces championnats d'Océanie.
Des épreuves réservées aux coureurs juniors (moins de 19 ans) sont également au programme.

## Résultats des championnats élites

### Épreuves masculines
| Épreuves               | Or                                                             | Argent                                                                | Bronze                                                                |
| ---------------------- | -------------------------------------------------------------- | --------------------------------------------------------------------- | --------------------------------------------------------------------- |
| Kilomètre              | Bradly Knipe (AUS)                                             | Tylah Meunier (AUS)                                                   | Zac Williams (NZL)                                                    |
| Keirin                 | Matthew Glaetzer (AUS)                                         | Jacob Schmid (AUS)                                                    | Sam Dakin (NZL)                                                       |
| Vitesse individuelle   | Matthew Glaetzer (AUS)                                         | Nathan Hart (AUS)                                                     | Jacob Schmid (AUS)                                                    |
| Vitesse par équipes    | Nouvelle-Zélande Ethan Mitchell Edward Dawkins Sam Webster     | Australie Patrick Constable Nathan Hart Jacob Schmid                  | Nouvelle-Zélande Sam Dakin Callum Saunders Jackson Ogle               |
| Poursuite individuelle | Conor Leahy (AUS)                                              | Lucas Plapp (AUS)                                                     | Benjamin Harvey (AUS)                                                 |
| Poursuite par équipes  | Nouvelle-Zélande Tom Sexton Sam Dobbs Harry Waine Aaron Wyllie | Australie Benjamin Harvey Jensen Plowright Cooper Sayers Zack Gilmore | Australie Blake Quick Matthew Rice Josh Duffy Luke Wight Stephen Hall |
| Course aux points      | Kelland O'Brien (AUS)                                          | Alexander Porter (AUS)                                                | Aaron Wyllie (NZL)                                                    |
| Course scratch         | Sam Welsford (AUS)                                             | Leigh Howard (AUS)                                                    | Cameron Scott (AUS)                                                   |
| Course à l'américaine  | Australie Kelland O'Brien Alexander Porter                     | Nouvelle-Zélande Aaron Wyllie Tom Sexton                              | Australie Conor Leahy Godfrey Slattery                                |
| Omnium                 | Sam Welsford (AUS)                                             | Kelland O'Brien (AUS)                                                 | Campbell Stewart (NZL)                                                |

### Épreuves féminines
| Épreuves               | Or                                                                      | Argent                                                                       | Bronze                                                                                      |
| ---------------------- | ----------------------------------------------------------------------- | ---------------------------------------------------------------------------- | ------------------------------------------------------------------------------------------- |
| 500 mètres             | Kaarle McCulloch (AUS)                                                  | Emma Cumming (NZL)                                                           | Olivia Podmore (NZL)                                                                        |
| Keirin                 | Stephanie Morton (AUS)                                                  | Olivia Podmore (NZL)                                                         | Natasha Hansen (NZL)                                                                        |
| Vitesse individuelle   | Stephanie Morton (AUS)                                                  | Natasha Hansen (NZL)                                                         | Kaarle McCulloch (AUS)                                                                      |
| Vitesse par équipes    | Australie Kaarle McCulloch Stephanie Morton                             | Nouvelle-Zélande Emma Cumming Olivia Podmore                                 | Australie Holly Takos Caitlin Ward                                                          |
| Poursuite individuelle | Ellesse Andrews (NZL)                                                   | Maeve Plouffe (AUS)                                                          | Nicole Shields (NZL)                                                                        |
| Poursuite par équipes  | Australie Ashlee Ankudinoff Kristina Clonan Macey Stewart Georgia Baker | Nouvelle-Zélande Ellesse Andrews Nicole Shields Emily Shearman Jessie Hodges | Australie Josie Talbot Maeve Plouffe Sam De Riter Breanna Hargrave Alexandra Martin-Wallace |
| Course aux points      | Ashlee Ankudinoff (AUS)                                                 | Georgia Baker (AUS)                                                          | Jessie Hodges (NZL)                                                                         |
| Course scratch         | Ashlee Ankudinoff (AUS)                                                 | Annette Edmondson (AUS)                                                      | Georgia Baker (AUS)                                                                         |
| Course à l'américaine  | Australie Georgia Baker Macey Stewart                                   | Australie Ashlee Ankudinoff Annette Edmondson                                | Nouvelle-Zélande Rushlee Buchanan Michaela Drummond                                         |
| Omnium                 | Georgia Baker (AUS)                                                     | Annette Edmondson (AUS)                                                      | Ashlee Ankudinoff (AUS)                                                                     |

## Tableaux des médailles
| Rang  | Nation           | Or | Argent | Bronze | Total |
| ----- | ---------------- | -- | ------ | ------ | ----- |
| 1     | Australie        | 17 | 14     | 10     | 41    |
| 2     | Nouvelle-Zélande | 3  | 6      | 10     | 19    |
| Total | Total            | 20 | 20     | 20     | 60    |